# Trachylinae
Los traquilinos (Trachylinae) son una subclase de cnidarios hidrozoos. La fase pólipo está muy reducida o falta por completo y las medusas tienen velo (craspedotas).

## Características
La fase pólipo de este grupo está muy reducida o ausente. Las medusas son craspedotas (con velo) y poseen tentáculos que, en muchos casos, salen de la exumbela. El borde umbelar está muy desarrollado.

## Desarrollo
Casi todas son dioicos. A partir de la medusa se forma una larva plánula que se desarrolla directamente para formar una larva actínula, que sufre metamorfosis para convertirse en la medusa adulta.

## Taxonomía
Actualmente se incluyen en esta subclasse, con el nombre de Actinulida,  algunas formas parásitas microscópicas que antiguamente se consideraban mixozoos, un filo  de protistas, gracias a técnicas de secuenciación de ARNr-16s.
Los traquilinos incluyen cuatro órdenes:
- Orden Actinulida
- Orden Limnomedusae
- Orden Narcomedusae
- Orden Trachymedusae